# The Sevens
The Sevens è un impianto di rugby a 15 di Dubai, capitale degli Emirati Arabi Uniti.
Questo stadio ha ospitato la prima edizione del HSBC A5N Youth Rugby Festival a febbraio 2009 e il secondo round del HSBC Sevens World Series 2011/2012.
Dal 2008 è sede del Dubai Sevens torneo di rugby a 7 facente parte del circuito internazionale World Rugby Sevens Series. Nel 2009 ha ospitato la Coppa del Mondo di rugby a 7.